# Cardedu
Cardedu is een gemeente in de Italiaanse provincie Nuoro (voormalig: Ogliastra) (regio Sardinië) en telt 1.946 inwoners (01-01-2023). De oppervlakte bedraagt 32,3 km², de bevolkingsdichtheid is 48 inwoners per km².
De volgende frazioni maken deel uit van de gemeente: /

## Demografie
Cardedu telt ongeveer 818 huishoudens. Het aantal inwoners steeg in de periode 1991-2001 (10 jaar) met 2,7% volgens cijfers uit de tienjaarlijkse volkstellingen van ISTAT. sinds 2001 werden er nieuwe tellingen gehouden, het aantal inwoners is in vergelijking met de telling van 2001 tot 2021 inwoners gestegen, sinds 2021 daalt het inwonertal terug met jaarlijks kleine dalingen van het aantal inwoners. Er is sprake van een afname van het aantal inwoners in Cardedu.
| Jaar | Inwoneraantal |
| ---- | ------------- |
| 1991 | 1.426         |
| 2001 | 1.465         |
| 2004 | 1.542         |
| 2011 | 1.809         |
| 2018 | 1.928         |
| 2021 | 1.981         |
| 2023 | 1.946         |

## Geografie
De gemeente ligt op ongeveer 49 meter boven zeeniveau.
Cardedu grenst aan de volgende gemeenten: Bari Sardo, Gairo, Jerzu, Lanusei, Osini, Tertenia.
Arzana · Bari Sardo · Baunei · Cardedu · Elini · Gairo · Girasole · Ilbono · Jerzu · Lanusei · Loceri · Lotzorai · Osini · Perdasdefogu · Seui · Talana · Tertenia · Tortolì · Triei · Ulassai · Urzulei · Ussassai · Villagrande Strisaili
1. ↑  https://demo.istat.it/?l=it.